# 바다미술제

2017바다미술제 전경

바다미술제(Sea Art Festival)는 대한민국 부산광역시 일대의 해변에서 격년으로 개최되는 국제 현대미술 전시회이다. 바다미술제는 홀수 해마다 열린다.
부산광역시와 (사)부산비엔날레조직위원회가 주최하는 부산비엔날레는 1981년 발족해 제7회까지 치러진 '부산청년비엔날레', 1987년 발족해 제8회까지 치러진 '바다미술제', 1991년부터 치러진 '부산야외조각대전'을 통합한 미술 행사로, 1998년과 2000년에는 부산국제아트페스티벌(PICAF)이라는 명칭으로 개최되었다.
그러다 2001년 1월, 부산청년비엔날레의 정통성을 잇고 세계적 규모의 격년제 미술행사로 거듭나기 위해 부산비엔날레로 명칭을 바꾸어 2002년 제1회 부산비엔날레를 개최하였다. 2010년 제5회 부산비엔날레 개최 이후, 바다미술제를 부산의 독특한 해양미술축제로서 세계적인 예술 브랜드로 육성하고자 2011년부터 홀수 해마다 독립 개최하고 있다.

## 역사

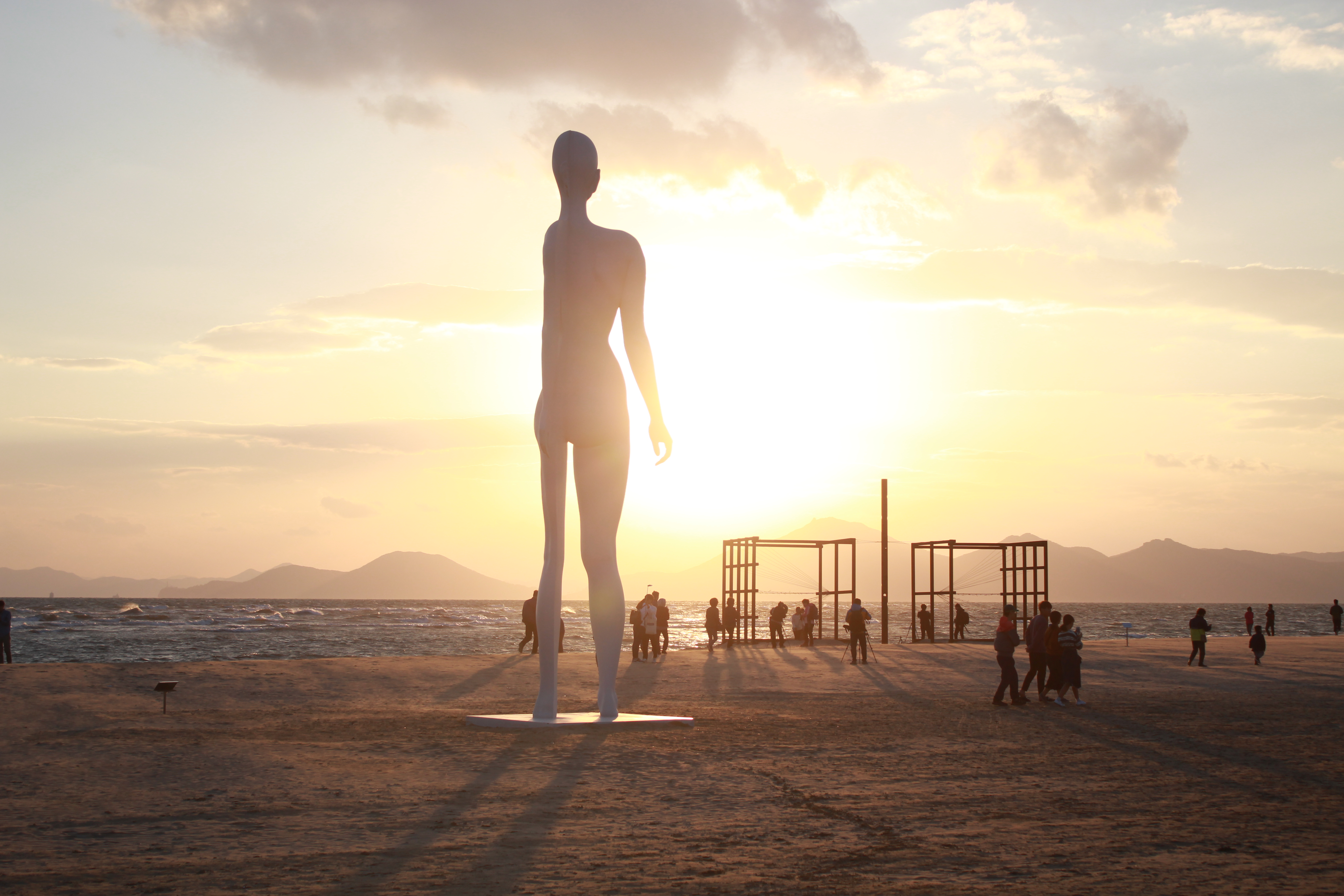
2015바다미술제 전경

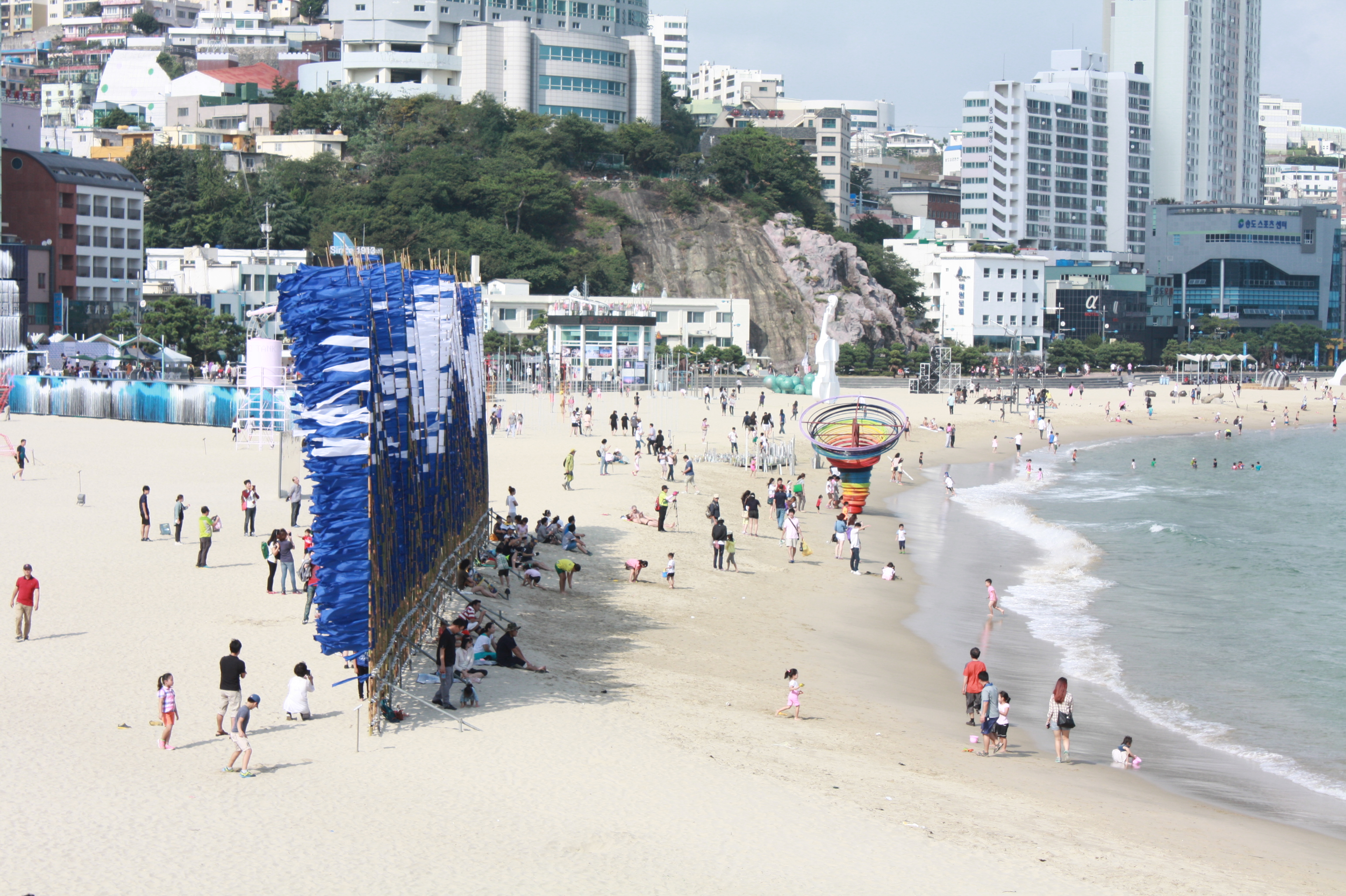
2013바다미술제 전경

바다미술제는 1987년 88서울올림픽의 프레올림픽 문화행사의 일환으로 시작된 것을 계기로,  현재까지 개최되고 있는 부산의 대표적인 미술 축제다. 부산의 자연환경인 바다에서 개최되는 독특한 형식의 바다미술제는 현대미술을 통해 바다를 예술적 새로운 공간으로 재해석함으로써 대중들로 하여금 예술을 보다 친근하게 접할 수 있도록 한다. 1987년부터 1996년까지는 매년 해운대 해수욕장과 광안리 해수욕장에서 개최되었으며, 이후 부산비엔날레에 통합되어 개최되어오다가 2011년부터 다시 독립된 미술제로서 매 홀수 해마다 열리고 있다.
부산비엔날레조직위원회는 부산의 세계적 관광명소로 자리잡은 해운대해수욕장과 광안리해수욕장뿐만 아니라 문화적 혜택이 적었던 서부산에 위치한 송도해수욕장, 다대포해수욕장에서 바다미술제를 지속적으로 개최하여 예술 향수권을 확대하고 부산의 균형적 발전에도 기여하였다. 누구나 찾아올 수 있는 열린 자연 공간인 바다에서 개최되는 바다미술제는 현대미술이 가진 장벽을 낮추고 대중들과 보다 가까이에서 소통할 수 있는 전시회로 자리잡았다. 바다에서 무료로 개방되는 바다미술제는 여타의 전시들이 가지고 있는 시간적, 공간적 제약들을 해소하고 모두가 한데 어울려 즐길 수 있는 하나의 미술 축제로서 자리매김 하였다. 또한, 올해 2025바다미술제를 개최 예정 중에 있어 자세한 소식은 추후 공식 홈페이지를 통해 확인 할 수 있다.
30년의 역사를 지닌 바다미술제는 지금까지 그래왔던 것처럼, 앞으로도 부산의 바다를 예술적 공간으로 재해석하며 현대미술의 대중화를 실현해나갈 것이며, 예술이 우리에게 줄 수 있는 기쁨과 감동의 순간을 많은 사람들과 공유해나갈 것이다.
- 제1회 바다미술제 | 1987. 9. 15~9. 24 | 해운대해수욕장 | 총32명(팀) 참여
- 제2회 바다미술제 | 1988. 9. 15~9. 25 | 해운대해수욕장 | 총28명(팀) 참여
- 제3회 바다미술제 | 1989. 9. 25~10. 3 | 광안리해수욕장 | 총26명(팀) 참여
- 제4회 바다미술제 | 1990. 9. 5~10. 24 | 광안리해수욕장 | 총27명(팀) 참여
- 제5회 바다미술제 | 1991. 9. 26~10. 6 | 광안리해수욕장 | 총27명(팀) 참여
- 제6회 바다미술제 | 1992. 10. 4~10. 14 | 광안리해수욕장, 아트타운 전시실 | 총70명(팀) 참여
- 제7회 바다미술제 | 1993. 10. 1~10. 14 | 해운대해수욕장, 동백아트센타 | 총32명(팀) 참여
- 제8회 바다미술제 | 1995. 9. 22~10. 1 | 해운대해수욕장, 부산문화회관, 파라다이스 비치호텔 공연장 | 총28명(팀) 참여

*제8회 바다미술 개최 이후, 부산비엔날레에 통합 개최되어 오다가 2011바다미술제부터 독립 개최.
| 연도   | 기간                             | 장소                                    | 감독                                                    | 전시주제                                                          | 관객 수   | 비고 |
| ------ | -------------------------------- | --------------------------------------- | ------------------------------------------------------- | ----------------------------------------------------------------- | --------- | ---- |
| 2011년 | 2011. 10. 1~10. 21(21일간)       | 송도해수욕장                            | 전시기획위원회 (김종구, 도태근, 류병학, 박태원, 전승보) | 송.도(松島, Songdo)                                               | 138,680명 |      |
| 2013년 | 2013. 9. 14. ~ 10. 7. (24일간)   | 송도해수욕장                            | 박태원(조각가)                                          | With 송도 : 기억·흔적·사람                                        | 174,490명 |      |
| 2015년 | 2015. 9. 19. ~ 10. 18. (30일간)  | 다대포해수욕장                          | 김성호(독립 큐레이터, 미술평론가)                       | 보다 - 바다와 씨앗(See - Sea & Seed)                              | 213,748명 |      |
| 2017년 | 2017. 9. 16. ~ 10. 15. (30일간)  | 다대포해수욕장                          | 도태근(신라대학교 조형미술학과 교수)                    | Ars Ludens : 바다+미술+유희                                       | 384,526명 |      |
| 2019년 | 2019. 9. 28~10. 27. (30일간)     | 다대포해수욕장, 다대포 쓰레기 소각장 등 | 서상호(오픈스페이스 배 대표)                            | 상심의 바다 Sea of Heartbreak                                     | 219,718명 |      |
| 2021년 | 2021. 10. 16. ~11. 14.(30일간)   | 일광해수욕장 일대                       | 리티카 비스와스(Ritika BISWAS)                          | 인간과 비인간: 아상블라주 (Non-/Human Assemblages)                | 137,878명 |      |
| 2023년 | 2023. 10. 14. ~ 11. 19. (37일간) | 일광해수욕장 일대                       | 이리니 파파디미트리우(Irini Papadimitriou)              | 깜빡이는 해안, 상상하는 바다 (Flickering Shores, Sea Imaginaries) | 149,595명 |      |

## 프로그램
바다에서 무료로 개방되는 바다미술제는 여타의 전시들이 가지고 있는 시간적, 공간적 제약들을 해소하고 모두가 한데 어울려 즐길 수 있는 하나의 미술축제이다. 학술세미나와 프로그램, 교육프로그램들이 제공되며, 시민들이 직접 참여할 수 있는 시민참여 프로그램도 열린다.
세부 프로그램은 각 행사마다 상이하다. 자세한 사항은 주최기관인 부산비엔날레조직위원회 홈페이지에서 확인 가능하다.

## 조직 구성
1999년 12월 23일 사단법인 부산국제아트페스티발조직위원회로 설립되었다가 2003년 문화예술진흥법 제10조에 따라 전문예술법인으로 지정되었다. 조직위원장은 부산광역시장이 당연직으로 맡게 되며 현재 조직위원장은 박형준 부산광역시장이다.
2023년 2월 제14대 집행위원장으로 김성연위원장이 연임되었다.